# Distretto di Caynarachi
Il distretto di Caynarachi è uno degli undici distretti  della provincia di Lamas, in Perù. Si trova nella regione di San Martín e si estende su una superficie di 1.679,08 chilometri quadrati.

Istituito il 25 novembre 1876, ha per capitale la città di Shanusi; al censimento 2005 contava 6.800 abitanti.